# 阿拉山口市
阿拉山口市（汉语拼音字母：Alag Ûûlin Amni Hôt，羅馬化：Alataw'awızı；維吾爾語：ئالاتاۋ ئېغىزى‎，拉丁维文：Alataw'eĝizi）是中华人民共和国新疆维吾尔自治区的博尔塔拉蒙古自治州所辖的县级市。位于新疆博尔塔拉蒙古自治州东北角，由博乐市、精河县部分地区析置，东邻塔城地区托里县，南依艾比湖，距州府博乐市79公里，距相邻的哈国多斯特克口岸12公里，规划面积1204平方公里，规划城市建设面积42.5平方公里。2014年末辖区内常住人口1.8万余人，流动人口3.2万余人，市人民政府驻阿拉套街道天山西街8号。

## 历史沿革
- 1990年6月，国家批准阿拉山口为国家一类口岸，铁路口岸于1991年7月临时过货。
- 1992年12月1日正式宣布对第三国开放。
- 2003年被确定为全国重点建设和优先发展口岸。
- 2006年7月，中哈原油管道一期工程全面建成运营。
- 2011年5月，国务院批准阿拉山口综合保税区，总体规划面积5.608平方公里，成为全疆第1个综合保税区。
- 2012年12月17日，国务院(国函〔2012〕205号)同意新疆维吾尔自治区设立县级阿拉山口市[2]，12月29日正式挂牌成立[3]。
- 2014年5月26日，自治区人民政府新政函[2014]77号同意撤销阿拉山口市艾比湖街道办建制，设立艾比湖镇。

## 行政区划
阿拉山口市下辖1个街道办事处、1个镇：
阿拉套街道和艾比湖镇。

## 人口
2020年末，根据第七次人口普查数据显示：全市常住人口为11097人。

## 交通状况
- 省道：S205、S318
- 铁路：兰新铁路西段（北疆铁路）阿拉山口站
- 机场：博乐阿拉山口机场